# Toxopeusomyia flavitarsis
Toxopeusomyia flavitarsis är en tvåvingeart som beskrevs av Lindner 1957. Toxopeusomyia flavitarsis ingår i släktet Toxopeusomyia och familjen vapenflugor. Inga underarter finns listade i Catalogue of Life.